# Veria
Veria (grekiska: Βέροια, Beroea (uttalas Veria), officiellt transkriberat till Veroia; bul. och mak.: Бер, Ber) är en stad i kommunen Dimos Veroia i Grekland. Staden är kommersiellt centrum för grekiska Makedonien, huvudstad i regiondelen Imathia och biskopssäte inom den grekisk-ortodoxa kyrkan. Veria (Beroea) blev först känd under 300-talet f.Kr. som en del i kungadömet Makedonien. Staden räknades in i Grekland 1912.
Veria är sedan 1980-talet kopplad till flera andra städer i landet via den GR-1. GR-4/Via Egnatia går också genom Veria.
Vid folkräkningen 2001 hade Veria 47 411 invånare och en area på 341,1 km².